# متحف تكريت
متحف تكريت هو متحف يَقع في تكريت، العراق، لقد تَضرر أثناء حرب العراق 2003، وفي عام 2007م سُرقت بعض محتوياته.